# كريغ ميلو
كريغ كاميرون ميلو (بالإنجليزية: Craig Cameron Mello)‏ (18 أكتوبر 1960- ) عالم أحياء أمريكي وأستاذ للبيولوجيا الجزيئية في مدرسة الطب بجامعة ماساتشوستس الأمريكية. حصل على جائزة نوبل في الفسيولوجيا والطب عام 2006، مشاركة مع مواطنه أندرو فاير لاكتشافهما آلية للسيطرة علي انتقال المعلومات الجينية (RNAi ) وذلك من خلال بحث أجرياه بكلية الطب بجامعة ماساتشوستس وقاما بشره عام 1998.
ولد ميلو في نيو هافن بولاية كونيتكت الأمريكية لأب يعمل عالم حفريات وأم تعمل بالفن التشكيلي، وترجع أصول أجداده من جهة الأب إلى جزر الآزور البرتغالية.
حصل ميلو على درجة البكالوريوس في الكيمياء الحيوية والبيولوجيا الجزيئية من جامعة براون عام 1982، ثم استكمل دراسته للبيولوجيا الجزيئية والخلوية والتطورية في بولدر بولاية كولورادو ثم في جامعة هارفارد التي حصل منها على الدكتوراه عام 1990 ليتابع أبحاثه في مركز «فريد هتشنسون» لأبحاث السرطان.

## روابط خارجية
- كريغ ميلو على موقع الموسوعة البريطانية (الإنجليزية)
- كريغ ميلو على موقع مونزينجر (الألمانية)
- كريغ ميلو على موقع إن إن دي بي (الإنجليزية)